# Ercole Gualazzini
Ercole Gualazzini (San Secondo Parmense, Emília-Romanya, 22 de juny de 1944) és un ciclista italià, ja retirat, que fou professional entre 1966 i 1978. En el seu palmarès destaquen victòries d'etapa a les tres Grans voltes: quatre al Giro d'Itàlia, dues al Tour de França i una a la Volta a Espanya.

## Palmarès
- 1965
  - 1r al Piccolo Giro de Llombardia
- 1969
  - Vencedor d'una etapa a la Volta a Espanya
- 1970
  - 1r al Tour d'Indre-et-Loire i vencedor de 2 etapes
- 1971
  - Vencedor d'una etapa al Giro d'Itàlia
- 1972
  - Vencedor d'una etapa al Tour de França
- 1973
  - Vencedor d'una etapa al Giro de Sardenya
- 1974
  - Vencedor d'una etapa al Tour de França
  - Vencedor d'una etapa al Giro d'Itàlia
- 1976
  - Vencedor d'una etapa al Giro d'Itàlia
- 1977
  - 1r a la Sàsser-Cagliari
  - Vencedor d'una etapa al Giro d'Itàlia

### Resultats al Giro d'Itàlia
- 1969. 69è de la classificació general
- 1970. Abandona
- 1971. Abandona (3a etapa). Vencedor d'una etapa
- 1973. 101è de la classificació general
- 1974. 96è de la classificació general. Vencedor d'una etapa
- 1975. Abandona (20a etapa)
- 1976. Abandona (21a etapa). Vencedor d'una etapa
- 1977. No surt (17a etapa). Vencedor d'una etapa

### Resultats al Tour de França
- 1971. Abandona (11a etapa)
- 1972. Abandona (7a etapa). Vencedor d'una etapa
- 1974. Abandona (9a etapa). Vencedor d'una etapa
- 1976. Abandona (10a etapa)

### Resultats a la Volta a Espanya
- 1969. 63è de la classificació general. Vencedor d'una etapa